# SIEM
SIEM (Security information and event management) — объединение двух терминов, обозначающих область применения ПО: SIM (Security information management) — управление информацией о безопасности, и SEM (Security event management) — управление событиями безопасности.
Технология SIEM обеспечивает анализ в реальном времени событий (тревог) безопасности, исходящих от сетевых устройств и приложений, и позволяет реагировать на них до наступления существенного ущерба.

## Обзор
С растущим объемом информации, которая обрабатывается и передается между различными информационными системами (ИС), организации и отдельные пользователи все больше зависят от непрерывности и корректности выполнения данных процессов. Для реагирования на угрозы безопасности в ИС необходимо иметь инструменты, позволяющие анализировать в реальном времени происходящие события, число которых только растет. Одним из решений данной проблемы является использование SIEM-систем. Основополагающий принцип системы SIEM заключается в том, что данные о безопасности информационной системы собираются из разных источников, и результат их обработки предоставляется в едином интерфейсе, доступном для аналитиков безопасности, что облегчает изучение характерных особенностей, соответствующих инцидентам безопасности. SIEM представляет собой объединение систем управления информационной безопасностью (SIM) и управления событиями безопасности (SEM) в единую систему управления безопасностью. Сегмент SIM, в основном, отвечает за анализ исторических данных, стараясь улучшить долгосрочную эффективность системы и оптимизировать хранение исторических данных. Сегмент SEM, напротив, делает акцент на выгрузке из имеющихся данных определенного объема информации, с помощью которого могут быть немедленно выявлены инциденты безопасности. По мере роста потребностей в дополнительных возможностях непрерывно расширяется и дополняется функциональность данной категории продуктов.
Одной из главных целей использования SIEM-систем является повышение уровня информационной безопасности в имеющейся архитектуре за счет обеспечения возможности манипулировать информацией о безопасности и осуществлять упреждающее управление инцидентами и событиями безопасности в близком к реальному времени режиме.
Упреждающее управление инцидентами и событиями безопасности заключается в принятии решений еще до того, как ситуация станет критической. Такое управление может осуществляться с использованием  автоматических механизмов, которые прогнозируют будущие события на основе исторических данных, а также автоматической подстройки параметров мониторинга событий к конкретному состоянию системы.
SIEM представлено приложениями, приборами или услугами, и используется также для журналирования данных и генерации отчетов в целях совместимости с прочими бизнес-данными.
Понятие управление событиями информационной безопасности (SIEM), введенное Марком Николеттом и Амритом Вильямсом из компании Gartner в 2005 г., описывает функциональность сбора, анализа и представления информации от сетевых устройств и устройств безопасности, приложений идентификации (управления учетными данными) и управления доступом, инструментов поддержания политики безопасности и отслеживания уязвимостей, операционных систем, баз данных и журналов приложений, а также сведений о внешних угрозах. Основное внимание уделяется управлению привилегиями пользователей и служб, службами каталогов и другим изменениям конфигурации, а также обеспечению аудита и обзора журналов, реакциям на инциденты.

## Решаемые задачи
- сбор, обработка и анализ событий безопасности, поступающих в систему из множества источников;
- обнаружение в режиме реального времени атак и нарушений критериев и политик безопасности;
- оперативная оценка защищенности информационных, телекоммуникационных и других критически важных ресурсов;
- анализ и управление рисками безопасности;
- проведение расследований инцидентов;
- принятие эффективных решений по защите информации;
- формирование отчетных документов.